# Bailliage de Bipp
?–1413
Entités suivantes :
- Bailliage de Bipp

1413 (bailliage bernois dès 1463) – 1798
Entités précédentes :
- Seigneurie de Bipp

Entités suivantes :
- District de Wangen

La seigneurie de Bipp est une seigneurie situé dans l'actuel canton de Berne, qui dépend du landgraviat de Buchsgau. En 1413, la seigneurie devient le bailliage de Bipp, propriété des villes de Berne et Soleure. En 1463, Berne devient le seul propriétaire. Le bailliage est supprimé en 1798.

## Histoire

Carte des bailliages bernois au XVIIIe siècle.

La seigneurie appartient aux Neuchâtel-Nidau, puis aux Thierstein dès 1375, puis aux Kybourg-Berthoud dès 1379, puis aux Habsbourg dès 1385.
Le bailliage est composé des basses juridictions de Wiedlisbach (Attiswil, Oberbipp, Farnern et Wiedlisbach) et de Niederbipp (Niederbipp (y compris Wolfisberg), Walliswil bei Niederbipp, Rufshausen-Schwarzhäusern).
Farnern est mentionnée comme faisant partie de la basse juridiction d'Oberbipp, mais il s'agit peut-être d'un nom alternatif de la juridiction de Wiedlisbach.